# Basler Straße (stanice metra v Mnichově)
Basler Straße je stanice mnichovského metra. Leží na lince U3.